# Дягилево (Ильинский район)
Дя́гилево — деревня в Ильинском районе Ивановской области. Входит в состав Аньковского сельского поселения.

## География
Деревня находится в юго-западной части Ивановской области, на расстоянии примерно 12 км (по прямой) к юго-востоку от села Ильинское-Хованское, административного центра района.

### Часовой пояс
Деревня Дягилево, как и вся Ивановская область, находится в часовой зоне МСК (московское время). Смещение применяемого времени относительно UTC составляет +3:00.

## История
Впервые нанесена на карту 1808 года. В 1859 году в деревне Юрьевского уезда Владимирской губернии насчитывалось 32 двора.

## Население
| 1859 | 1905 | 2010 |
| ---- | ---- | ---- |
| 204  | ↗235 | ↘0   |